# Saule
Saule – Słońce. Jedna z głównych postaci bałtyjskich mitów nieba. Suwerenna bogini wyobrażana jako Słoneczna Panna (Saules meita) lub Matka Słońce. O jej rękę zabiegają synowie boga nieba oraz bóg burzy Perkun i księżyc – Meness.
Jej łzami były czerwone jagody na wzgórzach. Bałtowie uważali słońce za dzban lub czerpak, z którego wylewał się drobny płyn – światło.